# 飯嶋康弘
飯嶋 康弘（いいじま やすひろ）は、日本の国土交通官僚。世界観光機関アジア太平洋センター副代表、国土交通省交通管制部長、国土交通省航空局次長などを歴任した。

## 人物・経歴
埼玉県熊谷市生まれ。埼玉県立熊谷高等学校を経て、一橋大学経済学部卒業。1988年運輸省入省。外務省在中華人民共和国日本国大使館一等書記官（政治部）等を経て、2000年運輸省鉄道局業務課長補佐。2001年国土交通省大臣官房人事課付。2003年国土交通省近畿運輸局交通環境部長。
2005年人事院人材局交流派遣専門員。2007年国土交通省総合政策局観光経済課観光交通政策推進室長。2008年観光庁付、世界観光機関アジア太平洋センター副代表。2010年国際観光振興機構北京事務所所長。2013年新設された観光庁参事官（日本ブランド発信・外客誘致担当）に就任。2015年観光庁参事官（国際会議等担当）。同年成田国際空港営業部門エアライン営業部取締役付。
2016年成田国際空港営業部門エアライン営業部長。2017年国土交通省航空局交通管制部長。2019年国土交通省航空局次長。2020年退官、富士通シニアアドバイザー。2022年西武・プリンスホテルズワールドワイド常務執行役員（監査・内部統制部担当）。一橋大学非常勤講師なども務めた。